# Яврово
Яврово е село в Южна България. То се намира в община Куклен, област Пловдив. От 4 януари 1966 г. до 26 ноември 1979 г. носи името Яворово.

## География
Село Яврово се намира в Родопите. Намира се на 30 км от Пловдив и на 11 км от Асеновград. Има асфалтов път. Селото е разположено амфитеатрално и от него при ясно време се открива гледка към Тракийската низина, Средна гора и Стара планина. Вижда се и връх Ботев.

## История
Село Яврово е много старо българско селище, съществувало още по времето на византийското владичество над българските земи в периода 1018–1185 г. За пръв път се споменава като местност под името Аврово в устава на Бачковския манастир от 1083 г.
Като „село Яворово“ се споменава в четвъртото писмо на испанския рицар дон Алвизо дел Гранада, минал през българските земи като участник в Третия кръстоносен поход през 1189–1190 г. В писмото до своята любима донна Паула рицарят отбелязва: „На връщане за града на Филип (б.ред. — Пловдив) минахме през едни села, които наричат Добролонг (б.ред. — Добралък) и Яворово, дето водата е много вкусна.“
В селото е запазено предание за преминаването на кръстоносците в края на XII в., наричани тогава от явровци „францалиете“. Францалиете били едри мъже, „заковани целите в железо“, които карали населението на Яврово да ги среща със софри на главите, откъдето те си набождали яденето с шишове и ножища. За да се предпазят от тях жителите на селото в ония времена, построили четири кулички в четирите му края — на Кичър, на Батив дол, на Свети архангел и на Друма. При нападение на францалиете срещу селото съгледвачите в тези кулички свирели с особени пищялки, а населението на Яврово в такива случаи се укривало в гората. 

## Религии
Изповядва се най-вече православно християнство.

## Културни и природни забележителности
На около час и петнадесет минути от селото в района на хижа „Руен“ се намират останките на взривения от иманяри през 1974 г. скален феномен „Главата“.
В селото е открита чешма в памет на Николай Хайтов.

## Редовни събития
На 8 септември е празникът на селото с голям пазар, жива музика, хоро. След литургията се прави търг с благотворителна цел. Събраните пари се използват за реставрация на църквата.

## Личности

### Родени в Яврово
- Борис Димовски (1925 – 2007), български художник-график и карикатурист
- Николай Хайтов (1919 – 2002), български писател
- проф. Георги Гълъбов (1918 – 1982), виден български учен, анатом и патоанатом, член-кореспондент на БАН
- д-р Константин Гълъбов (1924 – 1989), един от създателите на медицинската служба в българската народна армия
- Васил Писанов (1925 – 2014), български художник и скулптор, почетен гражданин на гр. Димитровград
- проф. д.ф.н. Васил Колевски (1925 – 2018), литературен критик, ректор на НАТФИЗ
- Гълъб Порязов, народен певец и музикант

### Свързани с Яврово
- Красимир Димовски (р. 1961), български писател и карикатурист (роден в Асеновград и израснал в Яврово)